# Mato Janković
Mato Janković, (Budva, 29. lipnja 1909. – Zagreb, 27. svibnja 1991.), hrvatski geodet.

## Životopis
Osnovnu školu pohađao je u Jelsi, Kotoru i Budvi. Gimnaziju i Pomorsku akademiju završio je 1929. u Kotoru, a geodetski smjer srednje Tehničke škole u Zagrebu 1932. Diplomirao je 1936. na Geodetskom odsjeku Visoke tehničke škole u Pragu. Habilitirao se 1956. na Arhitektonsko-građevinsko-geodetskom fakultetu radom "Prilog poznavanju djelovanja sistematskih pogrešaka u poligonometriji primjenom optičkog mjerenja duljina teodolitom i bazisnom letvom". 
Od 1937. do 1940. radio je kao geodetski stručnjak na katastarskoj izmjeri Subotice, kao i na komasacijskim i vodoprivrednim radovima diljem zemlje. U siječnju 1941. došao je u Zagreb, ostao cijelo vrijeme rata i radio na raznim geodetskim zadacima. Nakon oslobođenja radio je u Ministarstvu građevinarstva, a zatim kao voditelj Odsjeka za triangulaciju i nivelman u Geodetskoj upravi NR Hrvatske. Sveučilišnu karijeru započeo je 1946. kao honorarni predavač za premdet Premjer i regulacija gradova na Geodetskom odsjeku Tehničkog fakulteta u Zagrebu. Godine 1948. izabran je za docenta, 1951. za izvanrednog profesora, a nakon habilitacije za redovitog profesora. Od 1962. djelovao je na Geodetskom fakultetu sve do odlaska u mirovinu 1982.
Aktivno je sudjelovao u radu raznih povjerenstava i organa upravljanja Fakulteta. Bio je prodekan AGG fakulteta 1961./1962., kao i prodekan 1963./1964. i dekan 1964. – 1966. Geodetskog fakulteta te predsjednik Savjeta 1966. – 1968. Predavao je kolegije: Premjer i regulacija gradova 1945. – 1947., Geodetsko crtanje 1946. – 1949., Geodetski premjer (Gradsko premjeravanje) 1948. – 1950., 1951. – 1954., Gradska premjeravanja s poligonometrijom 1950. – 1951., Pravilnici i propisi 1950. – 1951., Matematička kartografija 1951., Poligonometrija 1951. – 1954., Geodezija u inženjerskim radovima 1952. – 1953., Geodetsko računanje 1952. – 1956. i Niža geodezija 1953. – 1956. Bio je mentorom nekoliko magistarskih i doktorskih radova. 
Napisao je nekoliko udžbenika i objavio više od stotinu radova znanstvenog, stručnog, publicističkog karaktera, brojne prikaze, recenzije, prijevode članaka, kritičke osvrte u Geodetskom listu, Geodetskom glasniku (Beograd), Tehnici (Beograd), Pregledu geodezijnem (Warszawa). Bio je član redakcijskog odbora Biltena Geodetske sekcije DIT-a za Hrvatsku od osnivanja 1946. Sljedeće godine Bilten je prerastao u Geodetski list čiji je bio glavni i odgovorni urednik od 1948. do 1986. Dobitnik je nekoliko nagrada i priznanja. Za primjenu metode precizne poligonometrije za određivanje geodetske osnove nagrađen je 1946. Prvomajskom nagradom Ministarstva građevinarstva. Godine 1974. dobio je godišnju nagradu "Nikola Tesla" za iznimne zasluge u području inženjerske geodezije, a 1975. orden rada s crvenom zastavom.

## Djela
- Geodetski priručnik, Terenski instrumenti (koautori: N. Čubranić, S. Macarol i N. Neidhardt). Nakladni zavod, Zagreb 1948.
- Poligonometrija. Tehnička knjiga, Zagreb 1951.
- Prilog poznavanju djelovanja sistematskih pogrešaka u poligonometriji primjenom optičkog mjerenja duljina teodolitom i bazisnom letvom, habilitacijski rad. Arhitektonsko-građevinsko-geodetski fakultet Sveučilišta u Zagrebu, 1956.
- ' 'Primijenjena geodezija, I. Komisija za udžbenike i skripte Sveučilišta u Zagrebu, Zagreb 1957.
- Inženjerska geodezija, II. Tehnička knjiga, Zagreb 1966., 1981.
- Inženjerska geodezija, I. Tehnička knjiga, Zagreb 1968., 1982.
- Inženjerska geodezija, III. Sveučilišna naklada Liber, Zagreb 1980.

## Vanjske poveznice
- Janković, Mate (Mato) Hrvatska tehnička enciklopedija, portal hrvatske tehničke baštine. LZMK